# Heinrich von Spiegel zum Desenberg
Heinrich von Spiegel zum Desenberg († 21. März 1380; auch Heindrichus Spiegel oder Henrekus Spegelius) war Benediktinermönch und als Heinrich III. Fürstbischof von Paderborn, als Heinrich IV. Fürstabt von Corvey 1361–1380. Er entstammt dem Geschlecht derer von Spiegel zum Desenberg.

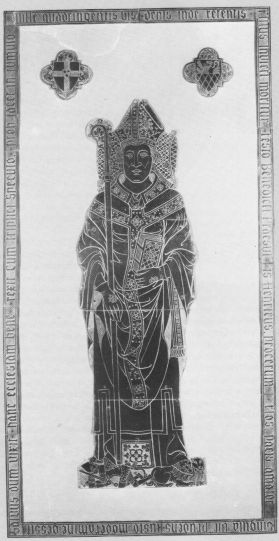
Grabplatte des Bischofs Heinrich III. von Paderborn (1361–1380) im Paderborner Dom

## Leben
Nur wenig ist über die Jugend des späteren Abtes von Corvey und Bischofs von Paderborn Heinrich von Spiegel bekannt. Heinrich entstammte einem angesehenen Paderborner Adelsgeschlecht. Sein Vater war Ludolf von Spiegel zum Desenberg, aus der Nähe der südöstlichen Paderborner Stadt Warburg. Schon früh war Heinrich von seinen Eltern zum Mönchsleben bestimmt worden. Er folgte der Lehre des Hl. Benedikt, im Bistum präsent durch die einflussreiche Abtei Corvey.
Nicht viel ist aus der Zeit des Mönches bekannt. Heinrich machte allerdings rasch Karriere. Die Benediktiner waren auch im Paderborner Bistum die bestimmende geistliche Größe, mit großem weltlichem Einfluss. Der Mönch Heinrich wurde zum Vorsteher der Propstei tom Roden bei Höxter. 1359 wurde er von den Mönchen der Mutterabtei Corvey zum 37. Abt gewählt, trotz einer gewissen Opposition von Papst Innozenz VI. Heinrich genoss als Abt des mächtigen Klosters Corvey offensichtlich großes Vertrauen des Bischofs Balduin von Steinfurt.
Viele Jahre litt der Bischof sterbenskrank und altersschwach an Gicht. Bereits 1357 errichtete er seine Grablege im Dom. 1358 schon bereiteten die Städte des Landes Vorkehrungen für eine Bischofswahl vor. 1361 ernannte Balduin den Corveyer Abt zum Koadjutor. Im Frühjahr folgte Balduins Resignation. Unmittelbar darauf ernannte Papst Innozenz VI. ohne Rücksicht auf das Kapitel den Koadjutor zum neuen Bischof Heinrich III. Dieser schwor dem avignoneser Papst die Treue, der wiederum den Kaiser Karl IV. von der Ernennung unterrichtete. Es folgten die geistlichen Weihen und die Huldigung durch die Landstände des Territoriums. So wurde Heinrich im Sinne des päpstlichen Avignon ohne Rücksicht auf das Domkapitel Bischof.
Was folgte, waren für das Land Paderborn die bis dahin einschneidendsten Jahre. Der Mönch Heinrich wurde zum weltlichen Landesherrn, mit für das Hochstift prägenden 19 Amtsjahren. Unter diesem Mönch wurden erstmals geistliche und weltliche Aufgaben eines Bischofs von Paderborn getrennt, was durchaus einer aufkommenden spätmittelalterlichen Praxis entsprach. Ausdruck dieser Verweltlichung des Bischofsamtes war auch die Verlegung der bischöflichen Residenz in das nördlich von Paderborn gelegene Neuhaus. Der heute noch erhaltene älteste Teil des Schlosses, das Spiegelsche Haus, stammt von Heinrich III.
Heinrichs Person wird als forsch, gewandt und schroff beschrieben (Brandt/Hengst: 1984). Sein Zeitgenosse, der Paderborner Priester Gobelin Person, attestierte dem Fürstbischof, dass er lieber in Rüstung als im Talar auftrat. Notwendig wurden vielfältige Waffengänge aufgrund der Raubritter in Westfalen. Durch eine geschickte Bündnispolitik, aber auch Härte, gelang Heinrich III. nach einer persönlichen Begegnung mit Kaiser Karl IV. in Bautzen am 25. November 1371 der Westfälische Landfrieden. Von seinem Verwandten, dem Erzbischof Kuno von Trier, der auch Verweser des Kölner Erzstifts war, erhielt er das Marschallamt im kölnischen Herzogtum Westfalen. Heinrichs Macht weitete sich somit militärisch und juristisch auch auf den Süden Westfalens aus. Im November 1377 besuchte Kaiser Karl IV. Westfalen, in Begleitung Heinrichs auch das Grabmal Widukinds in Enger und auch Paderborn selbst.
Trotzdem war für Heinrich zeitlebens die Zugehörigkeit zum Benediktinerorden wichtig und er förderte die Klöster seines Ordens. Ausdruck dessen war auch die frühzeitige Errichtung seiner Grabkapelle im Paderborner Dom. Er weihte sie dem Patron seiner Heimatabtei Corvey, dem heiligen Vitus.
Am Namensfest seines Ordensgründers Benedikt (21. März 1380) starb Bischof Heinrich III. am unbekannten Ort. Er selbst bestimmte sein Grab im Dom zu Paderborn am Eingang seiner Kapelle. Die Kapelle existiert noch heute, im Gegensatz zum Grab seines Vorgängers, das Heinrich einebnen ließ.